# مواقع إباحية
المواقع الإباحية هي مواقع تحتوي موادَّ إباحية يمكن الوصولُ إليها عبر الإنترنت، من طريق مواقع الويب أو ند لند أو مشاركة الملفات أو يوزنت. أدَّت سهولة إمكانية الوصول على نطاق واسع للشبكة العنكبوتية العالمية عام 1991 إلى نموِّ المواقع الإباحية وانتشارها.
أثبتت دراسةٌ أجريت سنة 2015 حصول «قفزة كبيرة» في مشاهدة الموادِّ الإباحية في العقود القليلة الماضية، لا سيَّما بين الأشخاص الذين وُلدوا في عقدي السبعينيات والثمانينيات من القرن الماضي. ابتداء من مواليد عقد الثمانينيات فكانوا أولَ من ينشأ في عالم يُتيح لهم الوصول إلى الإنترنت في أوائل سنوات مراهقتهم، مما يُعرِّضهم للموادِّ الإباحية في الإنترنت ويكون سببًا رئيسًا في هذه الزيادة.
بدءًا من 2018، تمتلك شركة واحدة هي مايند جيك وتدير العديد من مواقع الويب الإباحية الشهيرة، ومن ذلك خدمات مشاركة الفيديو يوبورن وبورن هاب وريد تيوب، إضافة إلى منتجي أفلام البالغين برازرز و Digital Playground و Men.com و Reality Kings و Sean Cody ، وأمور أُخرى، ولكنها لا تمتلك مواقع الويب إكس هامستر وإكس فيديوز. وقد زُعم أنه احتكار.

## تاريخ الموادِّ الإباحية

### قبل الشبكة العنكبوتية العالمية
كانت المواد الإباحية إحدى القوى الدافعة وراء التوسع في الشبكة العنكبوتية العالمية (WWW)، مثل كاميرا الفيديو VCR والتلفزيون الكبلي قبلها. جرى تداول الصور الإباحية عبر الإنترنت قبل وجود الشبكة العنكبوتية العالمية، غير أن إرسال الصور وتحميلها كان بحاجة إلى شبكة من أجهزة كمبيوتر متوفرة على رسومات وأيضاً على عرض نطاق شبكة اتصال ترددي (bandwith) أكثر سرعة. كان هذا ممكناً في أواخر الثمانينات وبداية التسعينات من خلال استخدام خوادم بروتوكول نقل ملفات مجهولة المصدر، لعل أبرزها كان بروتوكول غوفر. كان الإنترنت آنذاك حكراً على الأكاديميين والعسكريين ولم يكن لها انتشار لاستخدام للإنترنت بين عامة الناس.

### مجموعات يوزنت
كما كانت تُستخدم طريقة يوزنت بغرض نشر الصور الإباحية التي تُمسح ضوئياً من المجلات الإباحية.كان هذا النوع من التوزيع عموماً مجاني (بصرف النظر عن رسوم الوصول إلى الإنترنت)، مع عدم إمكانية الكشف عن هوية المستخدم. الأمر الذي جعل من الآمن بمكان تجاهل قيود حقوق الطبع والنشر المطبقة، فضلاً عن حماية هوية الذين يقومون بالرفع والتنزيل. حول هذا الإطار الزمني، وزّعت الإباحية عبر نظام لوحة البيانات (BBS).
مكّن هذا النظام إمكانية وصول المستخدمين للإباحية، ما أوصل لأول تجارة إباحية عبر شبكة الإنترنت.
حفز اختراع الشبكة العالمية على توزيع المواد الإباحية التجارية وغير التجارية منها على حدٍ سواء. فالمواقع الإباحية تقدم مجموعة متنوعة ومبتكرة لمحتواها من صور ومقاطع فيديو وبث حي بالإضافة إلى كاميرا الويب ما شجع للوصول إلى المواد الإباحية ويسر تصفح المحتوى أكثر.

### المواقع المجانية والتجارية
على شبكة الإنترنت نوعان من المواقع الإباحية تجارية ومجانية على حد سواء. إن استخدام عرض النطاق الترددي من موقع إباحي مرتفع نسبياً، أما مدخول المواقع الإباحية المجانية فهو غالباً من خلال الإعلانات وقد لا تكون كافية لتغطية تكاليف عرض النطاق الترددي. (تكاليف خدمة الإنترنت). نوع فريد من نوعه من المواقع دخلت سوق الإباحية الحرة وهي مواقع معرض الصور المصغرة. تنشر هذه المواقع المجانية وصلات إلى مواقع تجارية، هذه الأخيرة توفر عينات لمحتواها التجاري في شكل صور مصغرة، أو في شكل معارض صور مدرجة حرة) (خذ عينات من الحجم الكامل للمحتوى المروّج وإدراجه ضمن إعلانات المواقع التجارية). هذه تمتلك أغلب المواقع الإباحية معلومات حول المحتوى لتسهيل عمل فلاتر الإنترنت وتنبيه المتصفع عن وجود محتوى للبالغين تلاها إنشاء مواقع ويكي خاص بالبالغين. عندما يقوم المستخدم بشراء الاشتراك في موقع تجاري بعد النقر على إعلاناتها والتي تكون غالباً على شكل معرض صور مصغرة، يقوم الموقع التجاري بعدها بتحويل جزء من المبلغ إلى صاحب الموقع المجاني. للمواقع المجانية عموماً عدة طرق تروج بها للتجارية التي تقدم محتوى للبالغين.

#### TGP
يتمثل الشكل أو القالب الأكثر شيوعاً لمواقع المحتوى المخصصة للبالغين عبارة عن قائمة مصنفة (في كثير من الأحيان عبارة عن جدول) من الصور الصغيرة (تسمى «الصور المصغرة») مرتبطة بمعارض صور (ملخص لمحتوى لفيديو دون الضغط على الصورة المصغرة). هذه المواقع تسمى معرض الصور المصغرة بالإنجليزية TGP) Thumbnail gallery post). عموماً، تعد هذه المواقع من النوع الممتاز سواء من حيث الفئة ونوع المحتوى المتاح على المعرض. الفائدة الرئيسية لمعرض الصور المصغرة هو إمكانية حصول الزائر على الانطباع الأول حول المحتوى الذي يقدمه المعرض دون الحاجة لزيارة الفيديو أو مشاهدته.

#### Linklists
على عكس الميزتين المذكورتين أعلاه حيث المواقع لا تعرض كمية كبيرة من الصور. linklist هو تصنيف ويب عبارة عن قائمة من الروابط تسمى «المواقع الحرة*»، ولكن على عكس TGP، تُتاح وصلات في شكل نص، وليس صور مصغرة. مازالت تساؤلات عدة حول أي الطريقتان هما أكثر فعالية في وصف المحتوى دون الضغط عليه  بالنسبة للزوار الجدد، ولكن العديد من أصحاب المواقع اعتبروا طريقة معرض الصور المصغرة TGP أكثر إنتاجية، وبساطة. من ناحية أخرى، LinkLists لديهم كمية أكبر من النصوص الفريدة، بحيث يساعدهم على تحسين مواقعهم  في محرك البحث وجعلها ضمن الأوائل.

#### يوزنت مجموعات الأخبار
مصدر آخر للمواد الإباحية على الإنترنت هي Usenet newsgroups التي كانت أول من أنشأ مثل هذه المواد وروّج لها. من الشائع أن تكون خدمة اليوزنت سيئة التنظيم ومليئة بالمحتوى الذي هو خارج الموضوع أو غير مرغوب فيه. البرمجيات التجارية والمواقع المتاحة التي تسمح بتصفح الصور أو مقاطع الفيديو على يوزنت، في بعض الأحيان على معرض الصور المصغرة موجودة في مجموعات الأخبار.

#### الند للند
الند للند هو عبارة عن ملف تقاسم الشبكات هذه الخذمة تقدّم شكل آخر من أشكال حرية الوصول إلى المواد الإباحية وتداولها. في حين أن مثل هذه الشبكات ارتبطت إلى حد كبير بتقاسم الموسيقى والأفلام المنتهكة لحقوق الطبع والنشر، فإن تبادل المواد الإباحية هو عرضة أيضا لانتهاكات حقوق الطبع والنشر. العديد من المواقع التجارية المعترف بها في هذا الاتجاه بدأت بتوزيع عينات مجانية من المحتوى الخاص بهم على شبكات الند للند.

## المشاهدون من الرجال والنساء
اعتبارا من عام 2011 غالبية مشاهدي المواد الإباحية على شبكة الإنترنت هم من الرجال؛ وتميل النساء إلى الروايات الرومانسية. تشكل نسبة النساء من ربع إلى ثلث زوار المواقع الإباحية، في حين 2% فقط منهن مشتركات في مواقع الدفع. المشتركون بأسماء الإناث كانت علامة من علامات محتملة للاحتيال على بطاقات الائتمان.

## صيغ المواد الإباحية

مثال لتنسيق صورة من نوع GIF

### ملفات الصور المتحركة والثابتة
الصور الإباحية قد تكون إما صور فوتوغرافية أو مجلات ممسوحة ضوئيا تُحمل إلى جهاز الحاسوب، أنتجت بواسطة كاميرا رقمية أو الإطار من الفيديو قبل أن يُحمل على الموقع الإباحي. يعتبر تنسيق جيه بيه إيه جي  أشكال الصور الأكثر شيوعا. وله تنسيق آخر هو جي آي إف التي قد توفر صورة متحركة حيث يتحرك الناس داخلها. غالبا ما يستمر لمدة ثانية أو ثانيتين ثم يعيد (يكرر) إلى أجل غير مسمى. إذا كان الموقف في الإطار الأخير من الصورة هو تقريبا نفسه الإطار الأول فينتج وهم أن يبدو العمل مستمرا. غالبا ما يستخدم هذا النوع من الصور في إعلانات المواقع الإباحية.

### ملفات الفيديو
يمكن توزيع فيديو إباحي على شكل صيغ متعدّدة، بما في ذلك إم بي إي ويندوز ميديا فيديو، كويك تايم. في الآونة الأخيرة الفي سي دي ودي في دي. العديد من المواقع الإباحية التجارية التي تسمح بعرض الفيديوهات الإباحية. في الآونة الأخيرة (منتصف عام 2006), بدأت بعض المواقع الإباحية في تقديم الفيديو عالي الوضوح بصيغة ويندوز ميديا فيديو الإتش دي (HD).
منذ منتصف عام 2006، ظهرت الإعلانات التي تدعمها مواقع خدمة استضافة الفيديو المشابهة لموقع يوتيوب. يشار إلى الطريقة ب الإباحية 2.0, هذه المواقع عموما تستخدم تكنولوجيا فلاش في توزيع مقاطع الفيديو التي حملها المستخدمون. وهذه تشمل محتوى ينتجه المستخدم وكذلك مشاهد من الأفلام الإباحية التجارية وإعلانات مقاطع إباحية.

### كاميرات الويب
شكل آخر من محتوى للبالغين بزغت مع ظهور شبكة الإنترنت هي كاميرات الويب للنقل المباشر. يمكن تقسيم محتوى كاميرا الويب عموما إلى فئتين: مجموعة من عروض محتوى البالغين مقدمة للمستخدمين الذين يدفعون الأموال، وفئة 1-ل-1 وهي محادثات إباحية خاصة مع نساء مقابل الدفع. حاليا تنسيق الفيديو الأكثر شعبية من أجل كاميرات التصوير المباشرهو فلاش فيديو (FLV).
يعتبر الخادم القائم على كاميرا ويب التي تبث عروض الجنس فريدة من نوعها لتحفيز الاقتصاد الدولي: مجموعة من عارضات محتوى البالغين يقدّمن عروض جنسية والدردشة مع عملاء بلدان غنية مستعدّين للدفع مرة تلوة الأخرى. هذا النوع من النشاط شجّع بعض الشركات التي تقوم بإنشاء مواقع وإدارة شؤون مالية. قد ينشؤون «مكاتب» لتوفير مساحة لهؤلاء العارضات لإغراء المشاهديين لتسجيل الاشتراكات، أو أنها قد توفر واجهة إعلانية للعارضات في منازلهن من أجل العمل في المنزل، مع أجهزة الحاسوب الخاصة بهن وكاميرا الويب.

### صيغ أخرى
صيغ أخرى تشمل النص والملفات الصوتية. ومنها القصص المثيرة أيضا، الموزعة بالملفات النصية وصفحات الويب، عبر لوحات الرسائل والأخبار، وهذه الصيغة تكاد أن تكون شبه شعبية، الإباحية عبر الصوت تسستخذم صيغ مثل MP3 وFLV، وهي طريقة محدودة الانتشار. يمكن أن تشمل الإباحية عبر الصوت تسجيلات أشخاص أثناء ممارسة الجنس أو قراءة القصص المثيرة. المجلات الإباحية متوفرة في موقع زينيو الذي يوفر للقارئ إمكانية الوصول لبرامج قراءة المجلات.
ظهرت أيضا صيغة الجمع بين الصور والنصوص مثل webteases .

## الجانب القانوني
الإنترنت هي شبكة دولية ولا توجد قوانين لتنظم المواد الإباحية؛ كل بلد يتعامل مع المواد الإباحية على الإنترنت تعاملًا مختلفًا. عموما في الولايات المتحدة، إذا كان الفعل يصور محتوى إباحي قانوني في الولايات المتحدة دون النظر إن كان يمكن الوصول إليها في البلدان التي يعتبر فيها المحتوى غير قانوني. البلدان التي تحظر أو تقيد بشدة الوصول إلى المواد الإباحية عبر الإنترنت اتخذت نهج أخر للحد من وصول مواطنيها لهذه المواد، مثل استخدام مزود خدمة الإنترنت لمرشحات المحتوى. غير أنه لتخطي هذه المرشحات إمكانية، ولعل البروكسي أبرز هذه الطرق المستخدمة.
العديد من النشطاء السياسيين أعربوا عن قلقهم إزاء سهولة الوصول للمواد الإباحية عبر الإنترنت، وخاصة بالنسبة للقصّر. وقد أدى هذا إلى مجموعة متنوعة من محاولات تقييد وصول الأطفال إلى إباحية الإنترنت مثل قانون الاتصالات المحتشمة في الولايات المتحدة.سنة 1996. بعض الشركات تستخدم نظام تحقق البالغين (AVS) لمنع وصول القصّر إلى المواد الإباحية. ومع ذلك، فإن معظم أنظمة تحقق البالغين تفرض رسوم هي أعلى بكثير من التكاليف الفعلية لأي نضام تحقق (على سبيل المثال، تزيد رسوم الإستخذام عن 10 دولار/شهر).
قد يعتمد البعض على تجهيز شبكات الحاسوب بفلترات محمية بكلمات سر للحيلولة دون الوصول للإباحية.

## مرشحات الويب وبرامج المنع
مجموعة متنوعة من فلترات الإنترنت، الرقابة الأبوية والبرمجيات المتاحة لمنع المواد الإباحية وغيرها من التصنيفات يجري تحميلها في أجهزة الحاسوب (عادة المملوكة لدى الشركات).
لكن بعد تنامي استخدام مرافق متصفحات الويب أصبح تطوير مرشحات محتوى أكثر فعالية وبأقل جهد ممكن أمرا طبيعيا، فمثلاً شهدت سنة 2006 أول ظهور لمرفق public fox للمتصفح موزبلا فايرفوكس الذي يتيح للمستخدمين قفل الدخول لإعدادات المتصفح ومنع تحميل البرامج وغيرها من الميزات، الأمر الذي ساعد كل من أرباب العمل والآباء على الحيلولة دون العبث ببقية المرفقات، كالقيام بحذفها أو تعطيلها عن العمل وبالتالي تخطي الرقابة بكل سهولة.ولعلَ أشهر هذه المرفقات رواجاً سواء في حجب المواد الإباحية أو فلترة موقع تداول المقاطع المصورة يوتيوب، وذلك بناء على رغبات المستخدم.porn/malaware blocker و video blocker وذلك على التوالي.

## استغلال الأطفال
غيّر ظهور الإنترنت جذريا طرق استغلال الأطفال إباحيا، فوفقًا لوزارة العدل في الولايات المتحدة، أدى الإنترنت لزيادة ضخمة في «التوافر وإمكانية وحجم استغلال الأطفال في المواد الإباحية.» بات إنتاج المواد الإباحية مربحًا جدًّا، ليصل إلى عدَّة مليارات من الدولارات في السنة، ولم يعد يقتصر على مشتهي الأطفال.
ذكرت مؤسسة مراقبة الإنترنت في عام 2007 ومقرها بريطانيا أن الأطفال المصورين في مقاطع المواد الإباحية على شبكة الإنترنت أصبحت أكثر وحشية والرسوم وعدد الصور التي تصور العنف والإيذاء ارتفع أربعة أضعاف منذ عام 2003. وقد صرح الرئيس التنفيذي للمؤسسة «السبب وراء قلقنا هذا هو تزايد الصور القاسية والخطيرة ضد الأطفال عبر الإنترنت. نحن نتحدث عن اغتصاب أطفال ضعفاء!.» نحو 80 في المئة من الأطفال في الصور المسيئة هم من الإناث، يبدو أن 91 في المئة من الأطفال تحت سن 12 عاما. من الصعب ملاحقة هؤلاء الأشخاص قضائيا لأنه يستخدم خواديم من مختلف أنحاء العالم، ويتداول الصور بأكثر من أي بي لتفاذي التعقب.